# Вацлав Рачкович
Вацлав Рачкович (1420-ті, Ваверка (нині Лідський район, Гродненська область, Білорусь) — 1460/1462) — єпископ РКЦ, римо-католицький священник, єпископ Луцький.

## Біографія
Син Петра Рачковича з Ваверки.
У 1451 здобув ступінь бакалавра на факультеті вільних мистецтв Краківської академії.
Канонік і декан капітулу Вільнюського собору.
Казимир IV Ягеллончик призначив його єпископом Луцьким, що було затверджено 10 вересня 1459 року папою Пієм II.
Згідно з посланням папи щодо преконізації Рачковича, на момент висування і рукоположення у священники, Вацлаву Рачковичу виповнилося принаймні 27 років (тобто він досяг віку, необхідного для прийняття посвячення). Немає інформації, від кого і коли він приймав єпископське рукоположення.
Інформації про правління Рачковича в єпархії немає.
Помер найпізніше в 1462, але деякі історики вказують роком його смерті 1460.